# Giovanni Antonio Ciantar
Giovanni Antonio Ciantar (La Valletta, 4 settembre 1696 – 14 novembre 1778) è stato uno scrittore e storiografo maltese.

## Biografia
Erede di una nobile famiglia maltese stanziata sull'isola fin dal XV secolo, viaggiò moltissimo in gioventù, studiò approfonditamente molte materie e ebbe importanti ruoli nell'amministrazione dell'isola.
Studiò a Malta e poi a Roma al Collegio Nazareno. Studiò giurisprudenza e soprattutto letteratura. Fu membro dall'Accademia dell'Arcadia, dell'Accademia degli Intronati di Siena e dell'Académie des inscriptions et belles-lettres dal 1745.
Nel 1721 Ciantar si trasferì a Palermo dove il viceré Portacarero gli affidò importanti responsabilità. Il Gran Maestro de Vilhena lo nominò giurato delle tre città.
Fu considerato a livello europeo il principale esperto di questioni storiche maltesi, tanto da essere il punto di riferimento per molti studiosi del tempo: mantenne infatti relazioni epistolari con Ludovico Muratori e Antonio Mongitore.
Nonostante la cecità che lo colpì alla fine degli anni '40, continuò a lavorare alacremente utilizzando la sua biblioteca personale e dettando i suoi testi. Fu in questo periodo che diede alle stampe la sua edizione della Descrizione di Malta di Giovanni Francesco Abela (1582–1655), continuata e ampliata, il cui primo volume apparve nel 1772 e il secondo nel 1780, dopo la sua morte, con il titolo Malta Illustrata. La sua fama resta oggi legata soprattutto a questa importante edizione.

## Opere
- Epigrammaton Libri III, Romae, 1722 (online)
- Da B. Paulo Apostolo in Melitam Siculo-Adriatici Maris Insulam Naufragio Ejecto dissertationes apologeticae in ispezioni anticriticas D. Ignatii Georgii de Melitensi apostoli naufragio, descritto nell'atto. apostolo. berretto. 27 e 28 , Venetiis, 1738 (online)
- De antiqua inscriptione nuper effossa in Melitae Urbe Notabili. Dissertazione , Napoli, 1749
- Vita della madre santissima di Dio Maria sempre vergine: descritto nel verso sciolto, 1762
- Critica dei critici moderni, che, dall'anno 1730, fin all'anno 1760, scrissero sur la controversia del naufragio di S. Paolo, apostolo , Venezia, 1763
- Malta illustrata ovvero descrizione di Malta isola del Mare Siciliano e Adriatico, con le sue antichità ed altre notizie, divisa in quattro libri, del commendatore fra Giovanfrancesco Abela, vicecancelliere della Sagra ed Eminentissima Religione Gerosolimitana, corretta, accresciuta e continovata dal conte Giovannantonio Ciantar, vol. I 1772 (online); vol. II 1780 (online).